# Pseudoclitocybe
Pseudoclitocybe là một chi nấm thuộc họ Tricholomataceae. Chi này chứa khoảng 10 loài, phân bố rộng rãi.